# 滇大油芒
滇大油芒（学名：Spodiopogon duclouxii）为禾本科大油芒属下的一个种。

## 扩展阅读
維基物種上的相關：滇大油芒